# Hemerodromia rhomboides
Hemerodromia rhomboides är en tvåvingeart som beskrevs av Wagner, Leese och Arne Panesar 2004. Hemerodromia rhomboides ingår i släktet Hemerodromia och familjen dansflugor. Inga underarter finns listade i Catalogue of Life.